# 中国老科学技术工作者协会
中国老科学技术工作者协会是中华人民共和国老科学技术工作者组成的群众性学术团体，是中国科学技术协会主管的社会团体，前身是1989年成立的中国退（离）休科技工作者团体联合会。